# تاتيانا ميدفيد
تاتيانا ميدفيد (بالسيريلية الصربية: Татјана Медвед) مواليد 13 مارس 1974 في نوفي ساد، جمهورية صربيا الاشتراكية، جمهورية يوغوسلافيا الاشتراكية الاتحادية، هي لاعبة كرة يد صربية معتزلة لعبت كظهير أيسر. حققت المركز الثاني في ألعاب البحر الأبيض المتوسط 2005.

## سجل المنافسة
شاركت في البطولات التالية:
- بطولة العالم لكرة اليد للسيدات 2001

## الإنجازات
- دوري أبطال أوروبا لكرة اليد للسيدات: ربع النهائي (1)
- دوري أبطال أوروبا لكرة اليد للسيدات: الوصافة 2002/02
- الدوري الفرنسي لكرة اليد للسيدات (1)
- الدوري الإسباني لكرة اليد للسيدات (6)
- الدوري الصربي لكرة اليد للسيدات (1)

## روابط خارجية
- تاتيانا ميدفيد على موقع الاتحاد الأوروبي لكرة اليد (الإنجليزية)